# 越姫
越姫（越姬、えつき、生年不詳 - 紀元前489年）は、楚の昭王の側室で、恵王の母。

## 逸話
越王勾践の娘として生まれた。楚の昭王にとついで妾姫となった。昭王が宴遊したとき、蔡姫が左に、越姫が右に並んだ。昭王は自ら馬車に乗って走らせ、祭祀をおこなう台に登って、雲夢の庭園を望んだ。昭王は臣下の士大夫たちが追ってくるのを見て喜び、二姫をかえりみて「楽しいか」と訊ねた。蔡姫は「楽しゅうございます」と答えた。昭王が「わたしは君と生きるのもこのようでありたいし、死するのもまたこのようでありたいと願っている」というと、蔡姫は「むかしわが蔡の君主は人民の労役を多くして、君王の馬足に仕えさせました。私の身も慰みの贈り物でしたが、いまは妃嬪に列せられています。もちろん私は王とともに楽しんで生き、死するのも同時でありたいと願っております」と答えた。昭王は振り返って史官にこれを書きとめさせ、自分が死んだときに殉死する許可を蔡姫に与えた。また昭王は越姫に訊ねると、越姫は「楽しいのは楽しいのですが、長くは続かないだろうと思われます」と答えた。昭王が「わたしは君と生きるのもこのようでありたいし、死するのもまたこのようでありたいと願っているのだが、それはできないことなのか」というと、越姫は「むかしわが先君の荘王は淫楽すること3年、聴政をおこないませんでしたが、態度を改めて政治に精励するようになると、ついに天下の覇者となりました。君王が先君の方法を受け継いで、歓楽にふけるのを取りやめ、政治に精励するように改めるならば、わたしは死にましょう。今はそうでないのですから、わたしが死んでも得るところがありません。また君王は束帛と乗馬をわが母国に贈ってわたしを求めたとき、あなたは太廟でわたしをめとりましたが、死について約束しませんでした。わたしはおばたちに『婦人は死をもって君の善を明らかにし、君の恩寵を増す』と聞いています。かりそめにもその無知に従って死ぬことを光栄とするとは聞いておりません。わたしはあえて王の命をお聞きいたしません」と答えた。昭王は理解して、越姫の言葉を尊重したが、なおも蔡姫を寵愛して遊楽をやめようとしなかった。
昭王27年（紀元前489年）、呉軍が陳に侵攻したため、昭王は陳を救援すべく自ら出陣し、越姫と蔡姫はこれに従った。ときに昭王は軍中で病にかかった。昭王が周の太史に問い合わせると、太史は「これは王の身を害するものです。しかし病を将相に移すことはできましょう」と答えた。将相はこれを聞くと、身代わりとするように神に祈ろうとした。昭王は「将相はわたしの手足である。いま禍いをこれに移せば、どうやって体を動かすことができようか」といって聞き入れなかった。越姫は「君王の徳は偉大です。ここにわたしは王に従って死ぬことを望みます。昔日の遊楽のさいには、あえて許しをいただきませんでした。ですが君王が礼をふみおこない、国人がみな君王のために死のうとしているときに、どうしてわたしが死なずにおれましょう。願わくばわたしが先導して冥土の狐狸を駆り立てましょう」といった。昭王が「昔の遊楽でのことは、わたしの戯れだけだ。君が殉死すれば、わたしの不徳を広めることになるぞ」というと、越姫は「昔日わたしは語りませんでしたが、心はすでに決めておりました。『信なる者はその心にそむかず、義なる者は虚しくその事を設けず』とわたしは聞いています。わたしは王の義に死んでも、王の好みに死んだりはいたしません」と言って自殺した。昭王の病が重くなり、昭王は3人の異母兄のうちのひとりに譲位しようとしたが、3人の兄は聞き入れなかった。昭王は軍中で死去した。王兄の子閭・子西・子期は「母が信なる者は、その子も必ずや仁ならん」と言って軍を整えて陣営を閉ざし、越姫の子の熊章を迎えて楚王に擁立した。これが恵王である。その後に撤兵して帰国し昭王を葬った。